# Alan Kirman
 (octobre 2021).
 (octobre 2021).
 (octobre 2021).
Alan P. Kirman, né le 16 janvier 1939 à Londres, est un économiste, professeur des universités et directeur d'études de l'École des hautes études en sciences sociales britannico-française. Parti de l'étude du cœur de l'économie orthodoxe (L'Équilibre général) « il a évolué vers une position progressivement plus critique, explorant les limites de l'analyse économique »
Aux frontières de l'analyse économique, Alan Kirman s'intéresse au fonctionnement réel des marchés et au comportement effectif des intervenants. Dès lors que l'on prend en compte l'interaction entre les agents, les relations entre actions individuelles et phénomènes globaux deviennent complexes. Il considère alors qu'il est préférable de considérer l'activité économique comme le produit de la composition des actions individuelles des agents en interaction dans un système complexe auto-organisé plutôt que comme le résultat de l'agrégation des comportements de maximisation individuel isolés. L'analyse des marchés réels nous aide à comprendre ces types de phénomènes,,

## Études et carrière
Né en 1939, Alan Kirman a étudié au Jesus College de l'université d'Oxford (Master en 1965). Il a également obtenu le diplôme de la Johns Hopkins School of Advanced International Studies à Bologne en Italie (1965). De 1965 à 1966, il a suivi les cours de première année de la Graduate school de l'University of Minnesota, sous la supervision de Hugo F. Sonnenschein, puis de 1966 à 1971, il a étudié à l'Université de Princeton et y a obtenu son doctorat (1971) avec une thèse sur les tarifs optimaux dans un modèle d'équilibre général du commerce, sous la direction de Harold W. Kuhn.
En 1969, il est nommé Professeur associé à l'Université Johns Hopkins de Baltimore, puis au CORE (Center for Operations Research and Econometrics) à Louvain-La-Neuve en Belgique de 1970 à 1972 (de 1970 à 1973, il enseigne à également l'Université libre de Bruxelles). Il est nommé professeur d'économie en 1974, d'abord à l'Université de Warwick, puis à l'Université de la Méditerranée Aix-Marseille II (1976-1979) et à l'Institut universitaire européen de Florence (Italie) entre 1987 à 1995. Depuis 1995, il est directeur d'études de l'École des hautes études en sciences sociales (actuellement émérite).
En 2005-2006, Il a été Richard B Fisher membre de l'[Institut d'études avancées] de Princeton. De 2014 à 2019, il a été professeur visiteur à l'Université de Strasbourg, puis membre de l'Institut d'études avancées de cette université de 2017 à 2019. Depuis 2017, il est conseiller en chef du programme OCDE New Approaches to Economic Challenges.

## Recherches
Kirman a d'abord travaillé sur la Théorie de l'équilibre général, trouvant que c'était un grand « jeu intellectuel » mais « pas très inspirant ».
Les conclusions du Théorème de Sonnenschein, que son superviseur intérimaire Hugo F. Sonnenschein avait contribué à développer, l'a convaincu que la théorie de l'équilibre général et l'utilisation du concept d'agent représentatif en macroéconomie étaient problématiques. Il rejette l'approche standard des micro fondation, qui déduit le système global de l'agrégation des comportements des agents individuels sous forme d'un agent représentatif. Cette forme de rationalité, soutient-il, ne découle pas de l'observation de la réalité, mais de ses axiomes choisis par les économistes parce qu'ils sont nécessaires à leur travail avec des modèles d'équilibre. Ces différents arguments sont exposés dans son article de synthèse : Whom or what does the representative individual represent? (Qui ou quoi l'individu représentatif représente-t-il ?) publié en 1992 dans le Journal of economic perspectives.
Pour dépasser ces limites, Alan Kirman a évolué vers un partisan de l'économie comme systeme complexe (en) qui décrit les processus économiques comme un système adaptatif complexe et examine la relation entre le comportement d'agents en interaction et les résultats sur la macroéconomie de processus d'(émergence) par composition de l'action de ces agents. Il a alors mené des recherches sur la Modélisation Basée sur les Agents (ABM (en)), l'économie comportementale et les interactions sociales entre les individus.
Dans l'introduction d'un numéro spécial de revue qui lui est dédié, Alan Kirman est présenté comme « un économiste non représentatif ». En effet, il est parti de l'étude du cœur très abstrait de l'économie orthodoxe ((École néoclassique,Équilibre général) pour évoluer progressivement vers les frontières de l'analyse économique, pour finalement recentrer ses analyses sur fonctionnement réel des marchés et au comportement effectif des intervenants, ce qui l'amène à considérer l'activité économique comme le résultat de la composition de l'action individuelle d'agents cognitifs en interaction qui prend la forme d'un système complexe auto-organisé,.
Dans un premier temps, Alan Kirman a d'abord travaillé au CORE (Center for Operations Research and Econometrics) sur la Théorie de l'équilibre général, portée à un haut degré d'abstraction par les néo-walrasiens (Kenneth Arrow, Gérard Debreu). Avec Werner Hildenbrand (en), ils travaillent en particulier sur correspondance entre équilibre général et le cœur d'un jeu coopératif,. De nombreux étudiants dans le monde ont appris à approfondir cette théorie grâce à aux ouvrages de Hildenbrand et Kirman (1976 et 1988, où les auteurs consacrent plusieurs chapitres à la notion de "cœur".
Alan Kirman revient par la suite sur ce concept de noyau, par exemple en considérant la communication entre les agents comme aléatoire. Les coalitions admissibles et le cœur sont alors stochastiques et l'économie peut être représentée par un graphe stochastique. (Kirman et al. 1986) prouvent alors une version stochastique du résultat d'équivalence entre l'équilibre général et le cœur lorsque la communication est limitée. « Nous trouvons un exemple naturel d'une telle limitation lorsque deux personnes ne parlent pas la même langue. Les bénéfices générés par l'apprentissage d'une langue sont positivement corrélés au nombre d'autres individus qui la connaissent également ». Dans une interview de 2011, il déclare cependant qu'il s'agissait la d'un grand "jeu intellectuel" mais "pas très inspirant".
Alan Kirman va donc d'abord développer ses recherches vers une critique interne de l'analyse économique orthodoxe, en particulier le postulat de la Nouvelle économie classique selon lequel la macroéconomie devait être fondée sur des comportements d'agents homogènes agrégé sous la forme d'agent représentatifs 
Les conclusions du Théorème de Sonnenschein, (son superviseur à l'l’université du Minnesota, étendus par Debreu et Mantel l’ont convaincu que la théorie de l'équilibre général et l'utilisation du concept d'agent représentatif en macroéconomie étaient problématiques.
Selon les travaux de Sonnenschein-Debreu-Mantel, l'agrégation des fonctions de demande excédentaire individuelles en fonctions agrégées ne garantit pas la préservation des propriétés individuelles (voir Théorème de Sonnenschein). Rien ne garantit en particulier que les fonctions agrégées de demande décroissent de manière monotone par rapport aux prix. En particulier, Kirman et Koch (1986) ont étendus par la suite le résultat de Debreu-Mantel-Sonnenschein au cas où tous les individus ont des préférences identiques mais non hométiques et des dotations différentes.
En l'absence d'hypothèses très restrictives, la formalisation des régularité macroéconomiques par le comportement individuel d'un agent représentatif reste ainsi une solution problématique et peu pertinente. Cette forme de rationalité, soutient-il, ne découle pas de l'observation de la réalité, mais des axiomes choisis par les économistes parce qu'ils sont nécessaires à leur travail avec des modèles d'équilibre.
Ces différents arguments sont exposés d'abord dans un premier article en 1989: The intrinsic limits of modern economic theory: the emperor has no clothes, puis dans son article le plus cité : Whom or what does the representative individual represent? (Qui ou quoi l'individu représentatif représente-t-il ?) publié en 1992 dans le Journal of economic perspectives. Dans cet article, il a complété ses critiques par des suggestions constructives sur la manière de dépasser ces limitations. Il préconise ainsi une voie où "le comportement du groupe ne peut être déduit de l'analyse d'un des individus identiques pris isolément. Sans la prise en compte explicite de l'interaction entre les individus, le comportement du groupe observé au cours de l'expérience ne peut être expliqué" (Kirman, 1992).
Alors que la théorie de l'équilibre général, repose sur l'anonymat d'individus abstraits qui ne communiquent que par le biais du système de prix, Alan Kirman va s'intéresser au rôle des interactions situées dans les marchés réels.
Ses travaux les plus influents vont porter sur l'analyse empirique et la modélisation du marché de gros du poisson de Marseille, considéré comme un paradigme du "marché" 
La disponibilité de données détaillées (Kirman et Vignes, 1991) rend concret et immédiat ce qui n'était alors qu'un problème purement théorique. En particulier il observe que de nombreux acheteurs restent fidèles à certains vendeurs, ce qui suggère que des relations personnelles à long terme jouent un rôle dans la volonté des agents de tolérer des fluctuations et une certaine dispersion des prix : le même produit peut être vendu à des prix différents à des acheteurs différents. Ces relations micro sociales forment un réseau d'interaction qui prend la forme d'une structure spécifique au niveau macro-social. Une étude économétrique non paramétrique (Härdle, Kirman, 1995) montre que si la relation macroscopique de la demande par rapport au prix reste stable dans le temps au niveau du marché, elle résulte d'interactions stratégiques répétées entre les acteurs, qui ne correspondent pas individuellement à une demande décroissante des prix. Les régularités macroscopiques observées découlent donc d'un effet de composition des comportements individuels via la structure des interactions, plutôt que d'être dérivées d'une régularité postulée des comportements individuels. Ce résultat est un marqueur des travaux d'Alan Kirman, comme des nombreux auteurs qui s'en sont inspirés.
Alan Kirman s'associe alors avec des physiciens pour analyser le système complexe formé par les structures d'interactions. Dans Nadal et al.(1998), les auteurs étudient les propriétés de différentes fonctions de choix individuels. Les effets de composition sont obtenus par une méthode de physique statistique: le "champ moyen" (mean field approximation). La fonction de choix individuelle "Logit" apparait alors la plus approprié. elle est interprétée comme le résultat d'un calcul d'optimisation en situation d'incertitude. Dans Weisbuch, Kirman et Herreiner (2000), l'économiste justifie alors la modélisation retenue par des considérations comportementales, qui constituent une sémantique spécifiquement économique associée au système complexe: « Le risque essentiel [...] pour un acheteur n'est pas celui de payer un prix trop élevé mais plutôt celui de ne pas être servi du tout. [...] De telles relations commerciales stables sont également profitables aux vendeurs qui peuvent alors prédire avec une certaine précision la demande à laquelle ils seront confrontés à chaque session et déterminer leur offre en conséquence ». Les agents sont alors supposés suivre un modèle d'apprentissage empirique simple sur la base de l'historique cumulé des gains de leurs relations bilatérale. Deux classes distinctes d'acheteurs coexistent alors au sein d'un même marché : les acheteurs fidèles à un même vendeur, et les "chercheurs" qui changent de vendeur, comme cela a été observé sur le marché aux poissons de Marseille. Le modèle à base d'agents (en) de Kirman et Vriend (2001) explique la grande loyauté des acheteurs envers les vendeurs, et la dispersion persistante des prix par un processus d'apprentissage par renforcement coévolutif. Les acheteurs apprennent à devenir fidèles si les vendeurs offrent un gain supplémentaire aux acheteurs fidèles, alors que les vendeurs apprennent à offrir un tel gain supplémentaire aux acheteurs fidèles lorsqu'ils réalisent des revenus plus élevés grâce à ces acheteurs fidèles.
Un premier bilan des recherches suscitées par ce programme de dépassement de l'hypothèse de l'agent représentatif par la prise en compte dans la modélisation de l'hétérogénéité des agents et de leurs interactions peut être également trouvé dans un ouvrage collectif qu'il a publié en 1999 avec Mauro Gallegati : Beyond the Representative Agent. Dans sa revue de cet ouvrage collectif, Jenny Miller considère qu'il s'agit d'une bonne introduction à la modélisation basée sur les interactions sociales et les agents hétérogènes. Le chapitre introductif d'Alan Kirman expose la manière dont les problèmes sont posés selon cette approche et fournit une vue d'ensemble du traitement des interactions entre les agents et les entreprises à même de générer un comportement global, mais la revue déplore que les autres contributeurs soient principalement italien.
L'article "Ants, rationality, and recruitment" publié en 1993 dans The Quarterly Journal of Economics est le second article le plus cité d'Alan Kirman. Il s'agit d'une une parabole éclairante sur certains choix de consommateurs ou d'investisseurs sur des marchés caractérisés par un comportement mimétique. Les entomologistes ont observé que les fourmis, confrontées à deux sources de nourriture identiques, se concentrent plutôt sur l'une d'entre elles, mais, après un certain temps, elles se détournent sur l'autre. Le même phénomène a été observé chez les humains qui choisissent un restaurant, ou encore les comportements "épidémiques" que l'on peut observer sur les marchés financiers (bulles financières). Une règle simple de comportement individuel stochastique conduit ainsi à un modèle macroscopique plausible des effets de modes et de mimétisme, avec une distribution invariante (stationnaire) bi-modale, plutôt qu'a un mécanisme de commutation entre deux équilibres.
Le modèle de choix résidentiel de Schelling est l'exemple paradigmatique de la modélisation basée sur des agents (ABM (en)) : des règles simples de comportement individuel conduisent à l'émergence de régularité macroscopiques non désirées explicitement par les agents. Comme les travaux précédents de Kirman, ce résultat « traduit ainsi des effets de composition au niveau global des comportements individuels non coordonnés entre eux mais mutuellement interdépendants »Dans ce modèle, de ségrégation résidentielle deux types d'agents choisissent leur lieu de résidence sur un damier, avec pour seule contrainte que chaque agent souhaite qu'au moins un peu plus d'un tiers de ses voisins immédiats soient de son propre type. Les agents mécontents déménagent et le système converge vers une configuration où tous les agents de même type se regroupent en clusters. Ce modèle a donné lieu à une littérature abondante à laquelle Alan Kirman a apporté deux contributions significatives. Alan Kirman et le physicien Dejan Vinković établissent en 2006 une correspondance mathématique entre le modèle de ségrégation de Schelling et la physique des clusters utilisés par les physiciens pour étudier la tension de surface dans les liquides. En 2009, Vinkovic et Kirman ajoutent un prix de l'immobilier au modèle de Schelling, « ce qui amène de nouveaux résultats où les agents les plus riches de la « couleur » en moyenne la moins riche se localisent à la frontière des zones occupées par les agents de la couleur en moyenne la mieux dotée financièrement ».
Après avoir critiqué de l'intérieur les effets problématiques des hypothèses d'homogénéité et d'absence d'interactions directes sur le passage du niveau des comportements microéconomique aux dynamiques globales, Alan Kirman a cherché à élargir la modélisation micro-économique standard par l'ajout d'éléments sociaux et comportementaux: agents hétérogènes en interaction sur des réseaux, introduction de l’apprentissage et des relations sociales de confiance... Ceci l'a conduit à emprunter les idées à la physique des systèmes complexes adaptatifs et à collaborer avec des physiciens. Pour Alessandra Casella et ses co-auteurs: « le résultat final est une richesse de métaphores différentes qui, ensemble, commencent à former une image ordonnée d'un problème extraordinairement difficile. Le marché aux poissons, les fourmis, la physique de la tension superficielle, tous contribuent à notre compréhension des interactions humaines et de leurs conséquences globales ».
Ces travaux sont proches des recherches économiques interdisciplinaires autour du Santa Fe institute, et de la Complexity economics (en), qui décrit les processus économiques comme un système adaptatif complexe et examine dans cette perspective la relation entre les comportements micro-économiques d'agents en interaction et les effets macroscopiques des processus d'(émergence) résultant de la composition de ces actions. Dans son ouvrage Complex Economics: Individual and Collective Rationality, il annonce ainsi que (« L'interaction directe entre les individus, les entreprises et les banques ne produit pas simplement des imperfections dans le fonctionnement de l'économie, mais constitue la base même du fonctionnement d'une économie moderne ».
L'influence de ces travaux a bénéficié de la mise en place d'un réseau international de chercheurs, qui organise colloques et revues autour de ce programme de recherche, intégrant la Modélisation Basée sur des Agents (ABM (en))et l'économie comportementale, structurée par les réseaux d'interactions sociales inter-individuels.

## WEHIA, le réseau international autour d'Alan Kirman
Après avoir participé en France, au début des années 2000, au programme CNRS sur l'économie cognitive, en 2006, Alan Kirman participe avec Mauro Gallegati (en) à la création de la Société scientifique internationale for Economic Science with Heterogeneous Interacting Agents (ESHIA). Celle-ci propose une approche interdisciplinaire de l'Économie, centrée sur les approches basées sur des agents en interaction (Agent-based model (en)). Cette société dispose de sa propre conférence annuelle, le Workshop on Economic Science with Heterogeneous Interacting Agents (WEHIA), et d'une revue scientifique le Journal of Economic Interaction and Coordination (JEIC), dont Alan Kirman et Mauro Gallegati (en)) composent le comité consultatif éditorial. Avec ce réseau international de chercheurs, le centre d'intérêt principal se déplace de la cognition (individuelle et collective) vers une approches à base d'agents en interaction, où le focus est mis sur le système complexe formé par l'interaction entre agents et ses structures.

## Distinctions
- En 1990 il a été élu membre de la Société d'économétrie[36].
- En 1995 il a été nommé membre honoraire de l'Institut Universitaire de France[37]
- En 1995 Il a reçu le Prix Gay-Lussac Humboldt[38].
- En 2003, il a été décoré de l'Ordre des Palmes Académiques au grade de Chevalier[1]
- En 2004 il a été élu membre de l'European Economic Association(actuellement membre émérite[39].
- En 2010 il obtient Fondation Urrutia Prize for Economic Diversity
- En 2016 Il est élu Foreign Member of the Accademia Lincei, Rome.
- En 2018 Il est nommé Docteur Honoris Causa de l'University Jaume I, Castellon, Espagne

## Publications

### Livres
- Complex Economics: Individual and Collective Rationality. Taylor & Francis, 2011,  (ISBN 978-041559424-0)[5]
- avec William A. Barnett (en), Mark Salmon: Nonlinear Dynamics and Economics. Cambridge University Press, 1997,  (ISBN 978-052147141-1)[5].
- avec Werner Hildenbrand (en): Equilibrium Analysis. Variations on Themes by Edgeworth and Walras. North-Holland, 1988,  (ISBN 0-444-70511-2).
- avec Werner Hildenbrand (en): Introduction to Equilibrium Analysis. Elsevier 1976,  (ISBN 978-0-7204-3606-8), DOI 10.1016/C2013-0-11923-X.
- (comme éditeur, avec Mauro Gallegati (en)): Beyond the Representative Agent. Edward Elgar Publishing, 1999,  (ISBN 978-1-85898-703-3)[40].
- (comme éditeur, avec Louis-Andre Gerard-Varet): Economics Beyond the Millennium. Oxford University Press, 1999,  (ISBN 978-019829211-1)[41].
- (comme éditeur, avec Yuji Aruka): Economic Foundations for Social Complexity Science: Theory, Sentiments, and Empirical Laws, (collection Evolutionary Economics and Social Complexity Science, vol. 9) Springer-Verlag: Berlin, 2017  (ISBN 978-981105704-5)[42]

### Articles scientifiques les plus cités
- 1989 The intrinsic limits of modern economic theory: the emperor has no clothes, The Economic Journal 99 (395), 126-139
- 1992 Whom or what does the representative individual represent? Journal of economic perspectives 6 (2), 117-136.2
- 1993 Ants, rationality, and recruitment The Quarterly Journal of Economics 108 (1), 137-156.
- 2000 (avec G. Weisbuch, et D. Herreiner)) Market organisation and trading relationships, The economic journal 110 (463), 411-436
- 2001 (avec NJ Vriend) Evolving market structure: An ACE model of price dispersion and loyalty, Journal of Economic Dynamics and Control 25 (3-4), 459-502[43].

### Articles autour des travaux d'Alan Kirman et des conférences WEHIA
- Numéro spécial de la revue académique Journal of Economic Behavior & Organization (Volume 64, Issues 3–4, November–December 2007) Networks, Aggregation and Markets Conference, Marseilles 20-21 June 2005, in honor of Alan Kirman Édité par Alessandra Casella, Sylvie Thoron, Alain Trannoy (Professeurs des universités).
- Numéro spécial de la revue académique Journal of Economic Behavior & Organization (Volume 157, January 2019) Complex evolving system approach to market dynamics and policy design Éditée par Nobuyuki Hanaki, Mauro Napoletano, Eric Guerci (WEHIA 2015)[33].